# Dietmar Gummel
Dietmar Gummel (* 13. September 1949 in Leipzig) ist ein deutscher Architekt, Stadtplaner, Denkmalpfleger, Architekturhistoriker und Autor.

## Leben
Dietmar Gummel studierte Architektur und Städtebau an der Hochschule für Architektur und Bauwesen (1968–1972) in Weimar.
1972 bis 1975 arbeitete er als Architekt für Stadtplanung im Büro Städtebau des Rates des BezirkesKarl-Marx-Stadt.
Als wissenschaftlicher Assistent in der Sektion Städtebau an der Hochschule für Architektur und Bauwesen Weimar, lehrte er von 1975 bis 1978 auf dem Gebiet der städtebauliche-architektonischen Gestaltung und kollaborierte an wissenschaftlichen Forschungsvorhaben zur Entwicklung von Klein- und Mittelstädten. Weitere Architektenanstellungen folgten, als auch die Leitung der Holzrestaurierungswerkstatt in Wohlsborn von 1980 bis 1985 und der Restaurierungswerkstatt des Museums für Ur- und Frühgeschichte Thüringens von 1986 bis 1988.
In den nächsten drei Jahrzehnten wirkte er als Architekt, als Stadtplaner mit dem besonderen Augenmerk auf Denkmalpflege sowie als Architekturhistoriker in Weimar. Durch seine Untersuchungen sicherte er architekturhistorische Befunde bedeutender Gebäude und Plätze in Weimar.

## Bauten und Projekte (Auswahl)
- 2013–2017: Jenergasse 3–5 in Jena, Neubau Mehrfamilienhaus, Sicherung der historischen Kelleranlage[1][2]
- 2011–2012: Zeughof (Kloster) in Weimar: Denkmalpflegerische Untersuchung, Veröffentlichung sowie Erarbeitung neues Nutzungskonzept[3][4][5][6][7]
- 2008: Hansahaus am Frauenplan 6 in Weimar, bauhistorische Untersuchung zu „Wohnstätten in Weimar“[8]
- 2007–2009: Herderplatz in Weimar, Bauhistorische Untersuchung, Publikation[9][10][11]
- 2006–2007: Coudraysches Torhaus, Erfurter Straße in Weimar, Sanierung unter denkmalpflegerischer Zielstellung
- 2003: Herderkirche in Weimar, Denkmalpflegerische Untersuchung der Innenraumgestaltung
- 1993–1995, 2000–2001: Hansahaus am Frauenplan 6 in Weimar, Sanierung, Fassadenkonstruktion, Erdgeschossumgestaltung 1993–1995, Rekonstruktion der Jugendstil-Kuppel, 2000–2001[12][13]
- 1993–2001: Bad- und Stadtapotheke in Bad Sulza, Sanierung[14]
- 1998–2000: Gebäudekomplex aus dem 10.–16. Jh. sowie Anfang 20. Jh. in der Kaufstraße 9–11 in Weimar, Sanierung und denkmalpflegerische Arbeiten[15]
- 1997–1998: Umgestaltung des "Asbachgrünzug" in einen Kinderspielplatz im Park an der Weimarhalle in Weimar[16]
- 1996–1997: Fassadenkonstruktion „mon ami“ Goetheplatz in Weimar[17]
- 1993: Bauhaus-Museum#Museum am Theaterplatz in Weimar, ehemaliges Bauhaus-Museum, heute das Haus der Weimarer Republik, Sanierung und denkmalpflegerisches Gutachten[18]

## Publikationen zu einzelnen Projekten
- Der Herderplatz – Weimars „Alte Mitte“: Geschichte; bauhistorische Untersuchung. Weimar, 2008.